# Liste der Ehrenbürger von Schwabmünchen
Diese Liste der Ehrenbürger von Schwabmünchen führt Personen in chronologischer Reihenfolge auf, die von der Stadt Schwabmünchen zum Ehrenbürger ernannt wurden. Es handelt sich dabei um die höchste Auszeichnung, die die Stadt zu vergeben hat.

## Auflistung der Ehrenbürger
1. Anton Maurer
Bankier
Verleihung am 20. April 1931
Maurer setzte Grundlagen zur Erforschung der Heimatgeschichte. Ihm ist die Einrichtung des Heimatmuseums und der einmaligen Anlagen des Afrawaldes und des Luitpoldhaines zu danken.
2. Paul von Hindenburg  (* 2. Oktober 1847; † 2. August 1934)
Reichspräsident
Verleihung Ende April 1933
Aberkennung am 21. März 1947
Auszeichnung in dankbarer Anerkennung seiner Verdienste um Volk und Vaterland sowie in Würdigung der besonderen Verdienste um die Rettung der deutschen Bauern.
3. Adolf Hitler  (* 20. April 1889; † 30. April 1945)
Reichskanzler
Verleihung Ende April 1933
Aberkennung am 21. März 1947
Auszeichnung in dankbarer Anerkennung seiner Verdienste um Volk und Vaterland sowie in Würdigung der besonderen Verdienste um die Rettung der deutschen Bauern.
4. Franz Ritter von Epp  (* 16. Oktober 1868; † 31. Januar 1947)
Reichsstatthalter
Verleihung Ende April 1933
Aberkennung am 21. März 1947
Auszeichnung in dankbarer Anerkennung seiner Verdienste um Volk und Vaterland sowie in Würdigung der besonderen Verdienste um die Rettung der deutschen Bauern.
5. Georg Luber  (* 6. November 1893; † 6. Januar 1961)
Landesbauernführer und Staatssekretär im Landwirtschaftsministerium
Verleihung 1933
Aberkennung am 21. März 1947
Auszeichnung in Anbetracht der großen Verdienste um die nationale Erhebung, insbesondere auch um die zielbewusste Führung der bayerischen Bauernschaft, der großen Leistungen für Staat und Bauerntum.
6. Carl Holzhey (* 28. Juli 1870; † 20. Februar 1949)
Kommerzienrat
Verleihung am 28. Juli 1940
Holzhey wurde als hochverdienter Wohltäter mit der Ehrenbürgerschaft geehrt.
7. Hans Wörle
Oberstudiendirektor
Verleihung am 27. März 1953
Wörle wurde anlässlich seines 83. Geburtstages in Anbetracht seiner rühmlichen Verdienste um die Erforschung der geschichtlichen Quellen der Stadt und für seinen wesentlichen Anteil zur Begründung des Antrags auf Erhebung zur Stadt gewürdigt.
8. Johannes Högel (* 2. März 1888; † 7. September 1965)
Geistlicher Rat
Verleihung am 2. März 1958
Anlässlich seines 70. Geburtstages.
9. Georg Pfandzelter (* 13. April 1884)
Rektor a. D.
Verleihung am 12. April 1959
Auszeichnung für seine Verdienste um die Schule, die Heimatpflege und das kulturelle Leben.
10. Ludwig Schöffel (* 19. August 1885)
Kaufmann
Verleihung am 15. August 1965
Die Verleihung erfolgte anlässlich der Vollendung des 80. Lebensjahres.
11. Maximilian Beißer
Stadtpfarrer
12. Ludwig Rößle
Gründungsvorsitzender und Förderer der Sozialstation Schwabmünchen
Verleihung 1987
13. Elmar Pfandzelter (* 22. Juni 1924; † 26. Dezember 2024)[1]
Altbürgermeister 1980–1992[2]
Verleihung am 9. Februar 1992
14. Eduard Poppe (* 14. September 1918; † 11. Oktober 2011)
Verleihung am 29. November 2007
Poppe wurde in Würdigung seiner jahrzehntelangen großen Verdienste für die örtliche Gemeinschaft zum Ehrenbürger ernannt.
15. Adolf Steber (* 16. Juni 1927)
Verleihung März 2016
Auszeichnung für sein herausragendes Engagement im öffentlichen Bereich und seinen Einsatz für die Städtepartnerschaft
16. Karl Vogele (* 29. Juni 1940)
Altlandrat
Verleihung Mai 2019